# Mesodytes
Mesodytes – wymarły rodzaj chrząszczy z rodziny pływakowatych i podrodziny Liadytiscinae. Obejmuje tylko jeden gatunek, Mesodytes rhantoides. Żył w kredzie na terenie współczesnych Chin.

## Taksonomia
Rodzaj i gatunek typowy opisane zostały po raz pierwszy przez Aleksandra Prokina, Piotra Petrowa, Wang Bo i Aleksandra Ponomarenkę w 2013 roku. Opisu dokonano na podstawie skamieniałości odnalezionej w Formacji Yixian na terenie chińskiego Liutiaogou. Pochodzi ona z kredy wczesnej. Nazwa rodzajowa to połączenie greckiego δύτης oznaczającego „nurka” z przedrostkiem odnoszącym się do mezozoiku. Epitet gatunkowy nawiązuje do rodzaju Rhantus.
Takson ten umieszczono wraz z rodzajem Mesoderus w plemieniu Mesoderini, które wraz z Liadytiscini sklasyfikowano w podrodzinie Liadytiscinae, wyróżnionej w 2010 roku przez Prokina i Ren Donga.

## Morfologia
Chrząszcz o jajowatym w zarysie ciele długości 16 mm i szerokości 7,5 mm, najszerszym na wysokości drugiego segmentu odwłoka. Głowa zaopatrzona była w oczy złożone o niewyciętych przednich krawędziach. Przed nadustkiem leżały dwie ciemne plamki. Trzykrotnie szersze niż dłuższe przedplecze miało zaokrąglone brzegi boczne i lekko wystające kąty tylne. Miało ciemny wzór obejmujący wąskie obrzeżenie przedniej krawędzi i szeroki pas w części nasadowej połączony z nim pośrodku. Tarczka była widoczna. Pokrywy były gładkie, nakrapiane. Przedpiersie miało płat wyrostka płaski i wydłużony, sięgający bioder środkowej pary. Biodra pary przedniej i środkowej były zaokrąglone i leżały blisko siebie. Zapiersie (metawentryt) nie miało wyniesionej części środkowej. Największa długość skrzydełka bocznego zapiersia była duża, ale mniejsza od największej długości płytki zabiodrzy. Linie zabiodrzy były lekko ku przodowi rozbieżne. Wyrostki zabiodrzy były lekko zwężone ku przodowi, a na tylnej krawędzi zaokrąglone. Odnóża tylnej pary miały uda półtora raza dłuższe od goleni, nierozszerzone ku szczytom, po rozprostowaniu sięgające środka czwartego z widocznych sternitów odwłoka. Stopy tylnej pary miały człon pierwszy półtora raza dłuższy od drugiego. Genitalia samca cechowały się równomiernie zakrzywionym prąciem z rozszerzoną podstawą i zaokrąglonym szczytem.